# Rattus tunneyi
Rattus tunneyi — один з видів гризунів роду пацюків (Rattus).

## Поширення
Цей вид нерівномірно поширений у західній, північній та східній Австралії. Вид присутній на досить багатьох островах, зокрема в Західній Австралії. Живе на високих луках, очеретяних полях, та інших модифікованих середовищах проживання.

## Морфологія
Гризуни середнього розміру, завдовжки 120—195 мм, хвіст — 80 — 150 мм, стопа — 25 — 35 мм, вух — 15 — 20 мм; вага до 210 г.

## Зовнішність
Голова широка і округла. Верхні частини коричневі, а нижні — світло-сірого або кремового забарвлення. Очі великі та опуклі. Вуха короткі та чіткі. Задня частина ніг білувата. Хвіст коротший за голову і тіло, рівномірно бурувато-рожевий і покритий 9-11 кільцями лусочок на сантиметр. Самки мають 5 пар сосків. Каріотип дорівнює 2n = 42 FN = 62-64.

## Звички
Веде нічний спосіб життя. Вид утворює дрібні нори в пухких, піщаних ґрунтах. Самиці народжують до одинадцяти дитинчат після періоду вагітності від 21 до 22 днів.

## Загрози та охорона
Rattus rattus витісняє цей вид. Випас худоби може бути загрозою через витоптування дрібних нір. Дикі коти також можуть представляти загрозу. Вид присутній в багатьох охоронних територіях (наприклад, Національний парк Какаду).